# Nijswiller
Nijswiller (en limbourgeois Nieswiller) est un village néerlandais situé dans la commune de Gulpen-Wittem, dans la province du Limbourg néerlandais. Le 1er janvier 2005, le village avait 740 habitants.